# Джаба Ліпартія
Джа́ба Ліпа́ртія (груз. ჯაბა ლიპარტია, 16 листопада 1987, Тбілісі) — грузинський футболіст. Відомий виступами за клуб «ВІТ Джорджія» та «Зорю». Зіграв 2 матчі за національну збірну Грузії. По завершенні ігрової кар'єри — тренер.

## Клубна кар'єра
У дорослому футболі дебютував 2005 року виступами за команду клубу «Тбілісі», в якій провів один сезон, взявши участь лише у 2 матчах чемпіонату.

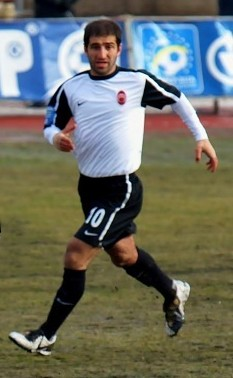
Джаба Ліпартія під час виступів за «Зорю». 2011 рік.

Своєю грою за цю команду привернув увагу представників тренерського штабу клубу «ВІТ Джорджія», до складу якого приєднався 2006 року. Відіграв за команду з Тбілісі наступні п'ять сезонів своєї ігрової кар'єри.
До складу клубу «Зоря» приєднався на початку 2011 року. Швидко став стабільним гравцем «основи» луганської команди, за цей час взяв участь в 169 матчах і забив 15 голів.
29 червня 2017 року став гравцем російського «Анжі», однак у січні 2018 року покинув клуб, провівши лише 6 матчів у Прем'єр-лізі Росії. В подальшому грав на батьківщині за клуби «Торпедо» К та «Самтредія».
На початку 2019 року повернувся до України, ставши гравцем клубу «Арсенал-Київ», але вже влітку відправився в узбецьку «Бухару», де і завершив ігрову кар'єру наступного року.

## Виступи за збірну
У 2009 році дебютував в офіційних матчах у складі національної збірної Грузії. Другу і досі останню гру за національну команду провів 2012 року.

## Тренерська кар'єра
По завершенні ігрової кар'єри повернувся до «Зорі» (Луганськ), де спочатку працював селекціонером, а у червні 2022 року увійшов до тренерського штабу Патріка ван Леувена.

## Досягнення
«ВІТ Джорджія»
- Переможець чемпіонату Грузії (1): 2008/09
- Срібний призер чемпіонату Грузії (1): 2007/08
- Володар Кубка Грузії (1): 2009/10
- Володар Суперкубка Грузії (1): 2009

 «Зоря»
- Бронзовий призер чемпіонату України (1): 2016/17